# Springdale (Carolina del Sud)
Springdale és una concentració de població designada pel cens dels Estats Units a l'estat de Carolina del Sud. Segons el cens del 2000 tenia 2.864 habitants.

## Demografia
Segons el cens del 2000, Springdale tenia 2.864 habitants, 1.096 habitatges i 737 famílies. La densitat de població era de 262 habitants/km².
Dels 1.096 habitatges en un 31,5% hi vivien nens de menys de 18 anys, en un 43,1% hi vivien parelles casades, en un 17,5% dones solteres, i en un 32,7% no eren unitats familiars. En el 25,7% dels habitatges hi vivien persones soles l'11% de les quals corresponia a persones de 65 anys o més que vivien soles. El nombre mitjà de persones vivint en cada habitatge era de 2,6 i el nombre mitjà de persones que vivien en cada família era de 3,03.
Per edats la població es repartia de la següent manera: un 25,4% tenia menys de 18 anys, un 10,4% entre 18 i 24, un 31,1% entre 25 i 44, un 20,3% de 45 a 60 i un 12,7% 65 anys o més.
L'edat mediana era de 33 anys. Per cada 100 dones de 18 o més anys hi havia 99,8 homes.
La renda mediana per habitatge era de 30.077 $ i la renda mediana per família de 32.798 $. Els homes tenien una renda mediana de 26.379 $ mentre que les dones 20.417 $. La renda per capita de la població era de 13.379 $. Entorn del 8,9% de les famílies i el 10,7% de la població estaven per davall del llindar de pobresa.

## Poblacions més properes
El següent diagrama mostra les poblacions més properes.